# Pachnobia kononis
Pachnobia kononis là một loài bướm đêm trong họ Noctuidae.